# Lettische Badmintonmeisterschaft 2020
Die Lettische Badmintonmeisterschaft 2020 fand vom 1. bis zum 3. Februar 2020 in Ķekava statt.

## Medaillengewinner
| Disziplin    | Gold                                 | Silber                          | Bronze                                  |
| ------------ | ------------------------------------ | ------------------------------- | --------------------------------------- |
| Herreneinzel | Niks Podosinoviks                    | Reinis Krauklis                 | Andis Bērziņš                           |
| Dameneinzel  | Una Berga                            | Ieva Pope                       | Diāna Stognija                          |
| Herrendoppel | Pauls Gureckis Kārlis Vidass         | Reinis Krauklis Toms Preinbergs | Ardis Daniels Bedrītis Teodors Kerimovs |
| Damendoppel  | Liāna Lencēviča Jekaterina Romanova  | Ieva Pope Kristīne Šefere       | Una Berga Diāna Stognija                |
| Mixed        | Teodors Kerimovs Jekaterina Romanova | Reinis Krauklis Diāna Stognija  | Pauls Gureckis Kristīne Šefere          |